# Juan Pérez de Lazarraga
Juan Pérez de Lazarraga (alrededor de 1548–12 de abril de 1605) fue señor de la Torre de Larrea (Larrea, Barrundia, Álava) y autor del manuscrito que lleva su mismo apellido.

## Vida y familia
Fue el mayorazgo de una de las múltiples ramas del linaje de los Lazarraga que, procedente de Oñate, se instala a finales del siglo XV en diferentes palacios y torres de la Llanada Alavesa. Hasta la fecha, Juan Pérez de Lazarraga era conocido por una relación genealógica de su propio linaje, espléndido texto erudito de 1588–1589, del que se conocen cinco copias.
Poco se sabe sobre el señor de la Torre de Larrea. Su hermano y él estudiaron probablemente en la recién creada Universidad de Oñate; posteriormente, y ya enviudado, el hermano marchó a Toledo y luego a la Corte de Madrid. Pruden Gartzia defiende que Juan pudo tener contacto con Esteban de Garibay, debido no solo a la cercanía, sino por el gusto de ambos por la historia y las crónicas, que el autor plasmaría en la Genealogía de su familia, por la que era conocido hasta el momento del descubrimiento del manuscrito.

## Obra: el manuscrito de Lazarraga

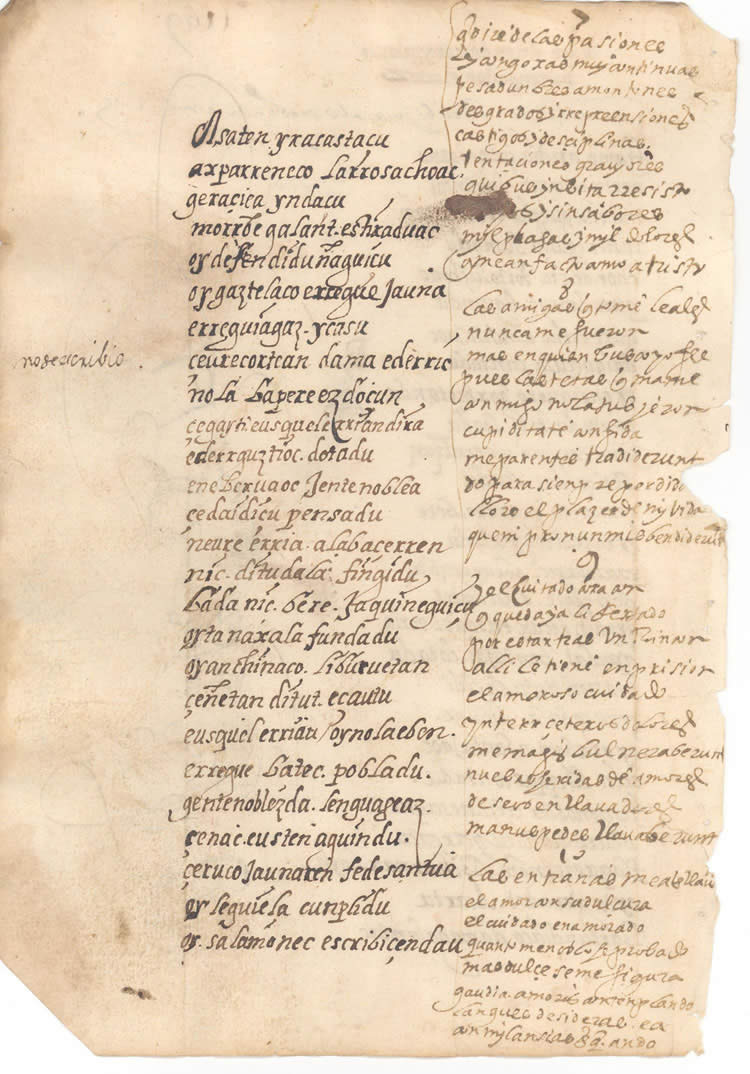
Manuscrito de Juan Pérez de Lazarraga.

El manuscrito fue encontrado por Borja Aginagalde en 2004 y adquirido por la Diputación Foral de Guipúzcoa a un anticuario de Madrid por medio de Irargi (Centro de Patrimonio Documental de Euskadi). 
Su aparición ha supuesto que muchas de las ideas concebidas hasta el momento sobre la historia de la literatura vasca hayan tenido que ser revisadas, entre ellas el aislamiento al que se decía que había estado sometida la literatura vasca hasta entrada la Era Moderna. 
El manuscrito fue escrito entre los años 1564 y 1567: en un principio, contaba con 106 páginas, aunque solo se conservan 102, ya que faltan las hojas 1155, 1156, 1157 y 1158. De las que se conservan, dos tercios son poesía y lo restante se enmarca en un género en expansión y que tuvo muchos imitadores en la época: la novela pastoril renacentista. Ese género fue inaugurado por Sannazaro con La Arcadia y continuado por autores tan ilustres como Jorge de Montemayor y Garcilaso de la Vega. Al igual que en Sannazaro, la prosa y el verso se entremezclan en la obra. Alejado de Petrarca, sus descripciones y detalles, está más cerca, debido a su estilo cortesano lírico tradicional, de las canciones líricas del siglo XV: es más elegante que Bernat Etxepare, pero, sin cumplir con la exactitud que Arnaud Oihenart pediría en el siglo XVII, utiliza formas conocidas del verso vasco. 
Hay que destacar la utilización de la prosa, la cual se creía que no se desarrolló hasta la llegada de la ascética didáctica de la Escuela de Sara en el siglo XVII y la del desaparecido dialecto del Noreste de Álava, que Koldo Mitxelena defendió que quedaría probado. La lengua de Lazarraga es sin duda alguna arcaica, marcada por formas en subjuntivo ya perdidas, el caso ablativo (nondik) y las formas anticuadas en los verbos auxiliares.

## Primera aparición literaria de varios términos
- Primera alusión al término Euskal Herria, hasta por tres veces,[1][2] junto a otros como Álava.

...beti çagie laudatu çegaiti doçun eusquel erria aynbat bentajaz dotadu. (f. 18) [siempre seréis alabado porque a Euskal Herria de tantas ventajas habéis dotado.]

...çegayti eusquel errian dira ederr guztioc dotadu. (f. 18v) [porque se ha dotado a Euskal Herria de todas estas bellezas.]

...çeñetan ditut eçautu eusquel erriau oy nola eben erregue batec pobladu. (f. 18v) [por los cuales he sabido cómo un rey pobló esta Euskal Herria.]

## Conclusiones del estudio del manuscrito
- Los antecedentes de la literatura en euskera tanto en prosa como en verso serían antiguos también en la Vasconia peninsular.
- Pudiera ser que la literatura en euskera no fuera tan escasa ni tardía como se creía, aunque probablemente (al igual que en el caso de Juan de Amendux) no hubiera sido impresa, pues es de pensar que en aquella época también habría euskaldunes concienciados en utilizar su lengua materna a la hora de escribir (al igual que en las comunidades de hablantes de alrededor).
- Teniendo en cuenta el número de escribas y secretarios vascohablantes de las cortes de Navarra, Castilla y Francia, no parece que el número de alfabetizados fuera en relación menor comparándolo con los de las lenguas colindantes.
- El haber tenido que competir con las lenguas románicas que fueron herederas de la cultura latina nos habrían dado una imagen distorsionada.
- La literatura escrita en euskera no habría sido tan ajena a los movimientos literarios de Europa tal y como demostraría el uso del género creado por Sannazaro, la novela pastoril.
- Quedaría demostrada la existencia de un dialecto alavés durante la época renacentista, influenciado por el dialecto vizcaíno y el de la Navarra de la Ribera, y absorbido en siglos posteriores por estos.